# Ua-Huka (Polynésie française)
Ua-Huka est une commune de la Polynésie française dans l'archipel des Marquises. Le chef-lieu de cette dernière est Vaipaee.

## Géographie
La commune de Ua-Huka est composée d'une seule île : Ua Huka. Elle est entourée de nombreux îlots : Hemeni, Teuaua, Motu Papa, Motu Hane au sud, Motu Tapu, Komautuee, Tekohai, Epiti, Motu Tina au nord. On peut lui adjoindre le banc Clark, à 88 km au nord.
Elle comprend trois villages : Vaipaee, Hane et Hokatu. En 2012, sa population était de 621 habitants.

## Administration
| Période                                  | Période  | Identité     | Étiquette         | Qualité                             |
| ---------------------------------------- | -------- | ------------ | ----------------- | ----------------------------------- |
| Les données manquantes sont à compléter. |          |              |                   |                                     |
| avant 1981                               | 2008     | Léon Lichtlé |                   | Ministre du gouvernement polynésien |
| 2008                                     | En cours | Nestor Ohu   | Tapura Huiraatira | [ 4 ]                               |

## Démographie
L'évolution du nombre d'habitants est connue à travers les recensements de la population effectués dans la commune depuis 1971. À partir de 2006, les populations légales des communes sont publiées annuellement par l'Insee, mais la loi relative à la démocratie de proximité du 27 février 2002 a, dans ses articles consacrés au recensement de la population, instauré des recensements de la population tous les cinq ans en Nouvelle-Calédonie, en Polynésie française, à Mayotte et dans les îles Wallis-et-Futuna, ce qui n’était pas le cas auparavant. Pour la commune, le premier recensement exhaustif entrant dans le cadre du nouveau dispositif a été réalisé en 2002, les précédents recensements ont eu lieu en 1996, 1988, 1983, 1977 et 1971.
En 2017, la commune comptait 674 habitants, en augmentation de 8,53 % par rapport à 2012
| 1971 | 1977 | 1983 | 1988 | 1996 | 2002 | 2007 | 2012 | 2017 |
| ---- | ---- | ---- | ---- | ---- | ---- | ---- | ---- | ---- |
| 358  | 350  | 476  | 539  | 571  | 582  | 571  | 621  | 674  |

| 2022 | - | - | - | - | - | - | - | - |
| ---- | - | - | - | - | - | - | - | - |
| 719  | - | - | - | - | - | - | - | - |

## Lieux et monuments
- Église de l'Immaculée-Conception de Vaipaee.
- Église du Christ-Roi de Hokatu.
- Église Sainte-Thérèse-de-l'Enfant-Jésus de Hane.